# Pycnarmon lederaralis
Pycnarmon lederaralis là một loài bướm đêm trong họ Crambidae.